# Baume de Galaad
Pour les articles homonymes, voir Baume de Galaad (homonymie) et Baume.
 (5 avril 2019).
Le contenu est difficilement compréhensible vu les erreurs de traduction, qui sont peut-être dues à l'utilisation d'un logiciel de traduction automatique.

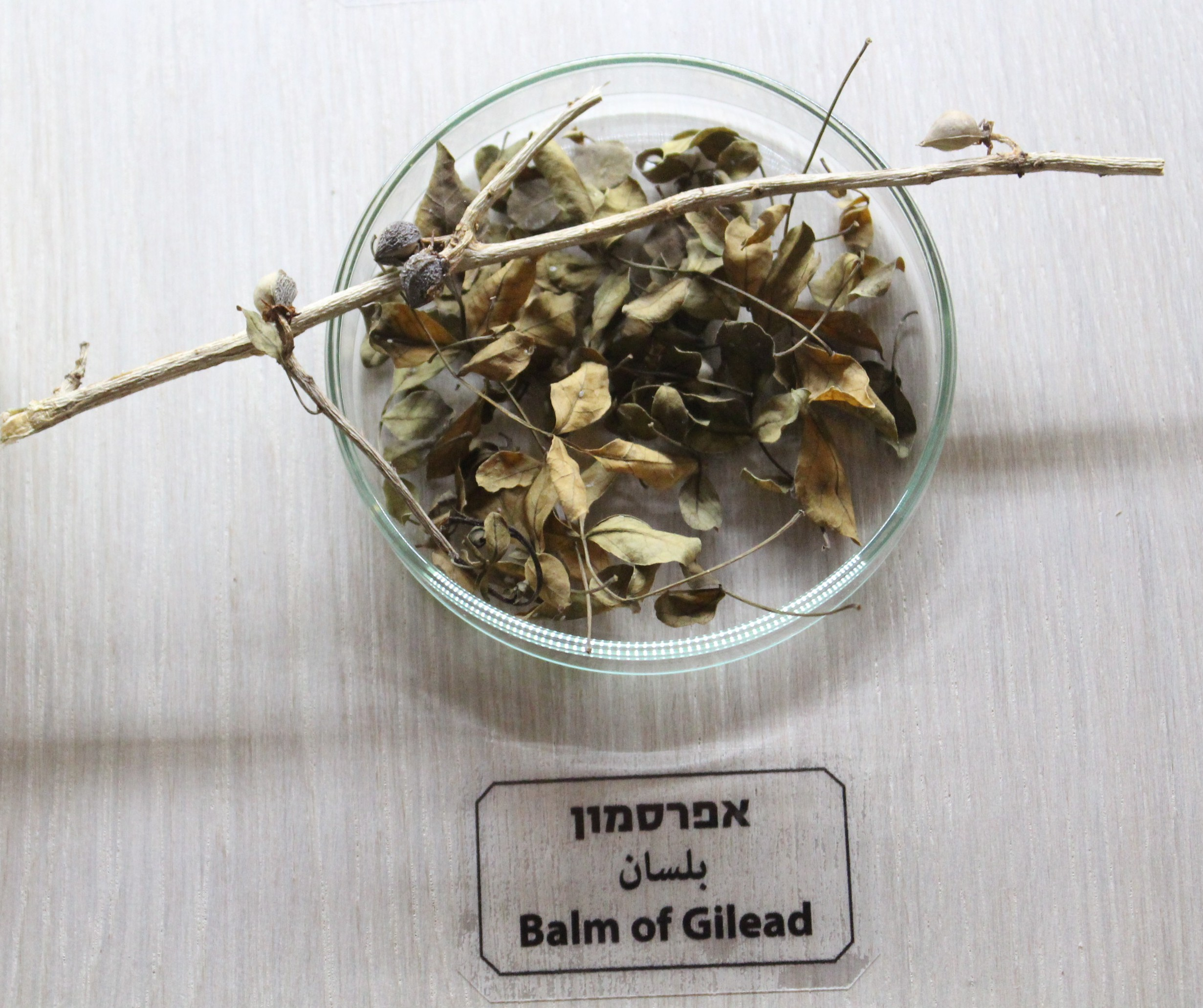
Baume de Galaad, lors d'une exposition à Jérusalem.

Le Baume de Galaad était un parfum rare utilisé en médecine, mentionné dans la Bible et nommé du nom la région de Galaad, longeant le Jourdain, où il était produit.
L'expression provient du vocabulaire employé par William Tyndale dans la Bible du roi Jacques de 1611, et est devenue métaphore de panacée. L'arbre ou l'arbuste qui produit le baume est appelé Commiphora gileadensis. Mais certains botanistes ont déterminé que sa source véritable était un arbre à térébinthe du genre Pistacia.

## Histoire

### Biblique
Dans la Bible hébraïque, le baume (hébreu : bosem) est désigné par divers noms : בֹּשֶׂם (bosem), בֶּשֶׂם (besem), צֳרִי (ẓori), נׇטׇף (nataf), et dans la Littérature rabbinique, קׇטׇף (kataf), בַּלְסׇם (balsam), אַפּוֹבַּלְסַמוֹן (appobalsamon), et אֲפַרְסְמוֹן (afarsemon). Il est mentionné à plusieurs reprises :
- Après avoir jeté Joseph (fils de Jacob) dans un puits, ses frères remarquèrent une caravane en route de Galaad vers l'Égypte, « leurs chameaux portaient épice, baume et myrrhe » (Gen. 37:25).
- Lorsque Jacob envoya son ambassade en Égypte, le cadeau au souverain inconnu comprenait « un peu de baume » (Gen. 43:11).
- Pendant les dernières années du royaume de Juda, le prophète Jérémie demande : « N'y a-t-il point de baume en Galaad ? » (Jer. 8:22).
- « Monte en Galaad, prends du baume » (Jérémie 46,11).
- Plus tard, d'après une expression trouvée dans Ézéchiel 27:17, le baume était l'une des marchandises que les marchands hébreux apportaient au marché de Tyr[3].
- Selon le livre des Rois 10:10, le baume faisait partie des nombreux cadeaux précieux de la reine de Saba au roi Salomon[2].

### Gréco-romaine
Dans les derniers jours de l'histoire juive, le quartier de Jéricho était considéré comme le seul endroit où le vrai baume se développait et sa culture se limitait à deux jardins, l'un de plus de vingt hectares, l'autre beaucoup plus petit (Théophraste).
Selon Flavius Josèphe, la reine de Saba apporta au roi Salomon « la racine du baume » (Ant. 8.6.6).
En décrivant la Palestine, Tacite écrit dans ses Histoires (5:6) que dans toutes ses productions, elle égale l'Italie, et possède la palme et le baume ; le célèbre arbre était source de convoitise pour les envahisseurs successifs. Il a été exposé par Pompée dans les rues de Rome, comme butin de la province nouvellement conquise en 65 av. J.-C., et l'un de ces arbres a honoré le triomphe de Vespasien en 79 av. J.-C. Pendant l'invasion de Titus, deux batailles ont eu lieu aux balsamas de Jéricho, dont la dernière visait à empêcher les Juifs de détruire les arbres. Ceux-ci sont, par la suite, devenus des biens publics et ont été placés sous la protection de la garde impériale. L'histoire n'enregistre pas combien de temps les deux plantations ont survécu.
Selon l'Histoire naturelle de Pline, le sapin baumier n'était indigène qu'en Judée, mais était connu de Diodore de Sicile comme un produit provenant d'Arabie. En Palestine, également louée par d'autres écrivains pour son baume (Justinus, Tacite, Histoires, Plutarque, Vita Anton. C.[Quoi ?], Florus, Epitome bellorum, Dioscorides, De materia medica) ; cette plante a été cultivée dans les environs de Jéricho (Strabon, Diodorus Siculus), dans des jardins réservés à cet usage (Pline l'Ancien, Histoire naturelle, voir Josèphe, Antiquités judaïques, Guerre des Juifs, et après la destruction par les Romains de l'état de Judée, ces plantations ont constitué une source lucrative de revenus impériaux romains (voir Diodore de Sicile).
Pline distingue trois espèces différentes de cette plante : la première à fines feuilles capillaires, la seconde est un arbuste scabre tordu et la troisième à croûte lisse et de croissance supérieure à celle des deux premiers. Il dit qu'en général, le baume, un arbuste, ressemble le plus à la vigne et que son mode de culture est similaire. Les feuilles, cependant, ressemblent plus étroitement à celles de la rue, et la plante est un arbre à feuilles persistantes. Sa hauteur ne dépasse pas deux coudées.
À la suite de légères incisions faites très prudemment dans l'écorce (Josephus, Antiquités judaïques, Guerre des Juifs), le baume ruisselle en fines gouttes, rassemblées avec de la laine dans une corne puis conservées dans de nouveaux pots en terre. Au début, blanchâtre et translucide, le baume devient plus dur et rougeâtre. Le baume est considéré de meilleure qualité avant l'apparition des fruits. La résine pressée à partir des graines, du zeste et même des tiges est bien inférieure à celle-ci. (voir Historia Plantarum de Theophrastus et Strabon Pausanias). Cette description n’est pas assez caractéristique de la plante elle-même et s’adapte en grande partie au balsam-arbuste d’Égypte découvert par Belon dans un jardin proche du Caire. La plante, cependant, n'est pas indigène d'Égypte, mais les marcottes y sont importées d'Arabie heureuse ; Prospero Alpini en a publié une planche.
Dioscorides (De materia medica) attribue de nombreuses propriétés médicales au baume :
- Expulser le flux menstruel
- Etre un abortif
- Déplacer l'urine
- Aider à la respiration et à la conception
- Antidote contre l'aconitum et la morsure de serpent
- Traitement de la pleurésie, de la pneumonie, de la toux, de la sciatique, de l'épilepsie, des vertiges, de l'asthme et des douleurs[5].

À l'époque de Galien, qui a vécu au deuxième siècle et s'est rendu en Palestine et en Syrie romaine à dessein pour acquérir une connaissance de cette substance, il s'est développé à Jéricho et dans de nombreuses autres parties de la Terre Sainte.

### Juive

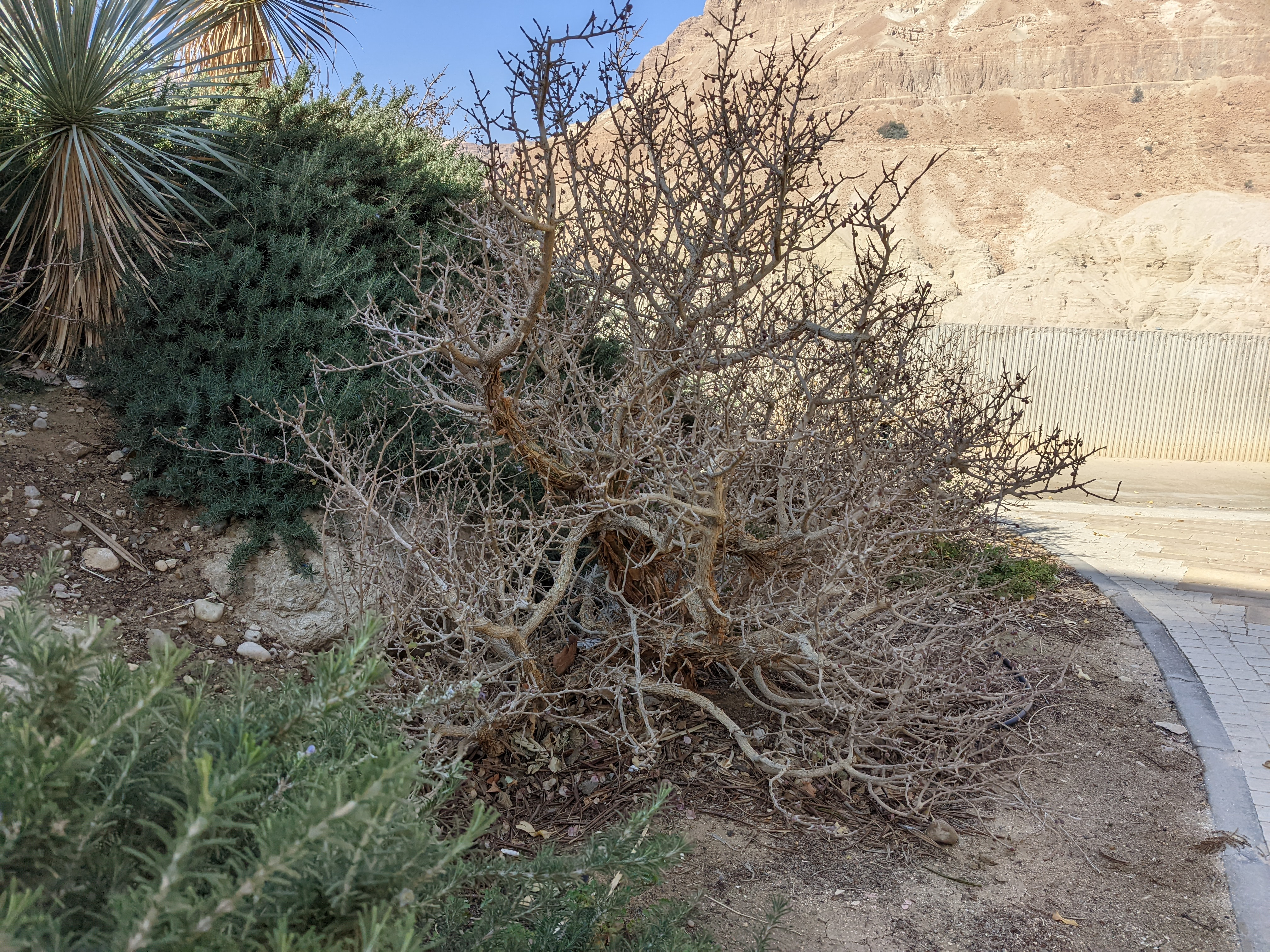
Commiphora gileadensis poussant de nos jours dans le jardin botanique du kibboutz Ein-Gadi.

Dans le Talmud, le baume apparaît comme une pommade très prisée de la plaine de Jéricho (Shab.). Cependant, son utilisation principale était médicinale plutôt que cosmétique. Rav[Qui ?] a composé une bénédiction spéciale pour le baume: « Qui crée l'huile de notre terre » (Ber. 43a). Les jeunes femmes l'utilisaient comme parfum pour séduire les jeunes hommes (Lam. R. 4:18; Shab. 26b). Après que le roi Josias eut caché « l'huile sainte » avec laquelle les rois de Juda étaient oints, on utilisa à la place de l'huile de baumier (Ker. 5b).
À l'ère messianique, les justes « se baigneront dans treize rivières de sapin baumier » (TJ, Av. Zar. 3:1, 42c).

### Chrétienne
Le rite chrétien de confirmation est conféré par l'onction avec le chrême, qui est traditionnellement un mélange d'huile d'olive et de baume. Le baume semble avoir été utilisé partout pour le chrême, au moins à partir du sixième siècle.

### Arabe
Selon la tradition arabe, le baume, porté à l'origine par la reine de Saba, serait un cadeau au roi Salomon, qui l'a planté dans les jardins de Jéricho. Il a été amené en Égypte par Cléopâtre et planté à Aïn-Shemesh, dans un jardin que tous les anciens voyageurs, arabes et chrétiens, mentionnent avec un profond intérêt.
La ville égyptienne d'Ain Shams était réputée pour son jardin de baumes, cultivé sous la supervision du gouvernement. Au Moyen Âge, on dit que le sapin baumier n'a poussé qu'à cet endroit, bien qu'il fût autrefois une plante indigène en Syrie. Selon une tradition copte connue également par les musulmans, c'est à la source d'Ayn Shams que Marie, la mère de Jésus, a lavé les langes de ce dernier sur son chemin de retour en Palestine après sa fuite en Égypte. À partir de ce jour, la source est bienfaisante et, au Moyen Âge, les arbres à baume ne peuvent produire leur précieuse sécrétion que sur les terres qu'elle arrose. L'histoire rappelle les légendes chrétiennes sur la Fontaine de la Vierge (source du Gihon) à Jérusalem.
Le botaniste Prospero Alpini raconte que quarante plantes ont été apportées au jardin par un gouverneur du Caire et qu'il en restait dix quand le naturaliste Belon se rendit en Égypte, mais il n'en existait qu'une seule au XVIIIe siècle. Au XIXe siècle, il semblait n'y avoir aucune.

### Moderne
Le botaniste allemand Schweinfurth a reconstitué l’ancien processus de production de baume.
À l'heure actuelle, l'arbre Commiphora gileadensis pousse à l'état sauvage dans la vallée de La Mecque, où il est appelé beshem. On trouve également de nombreuses souches de cette espèce, certaines en Somalie et au Yémen.

## Lexique

### Tsori
Dans la Bible hébraïque, le baume de Galaad est tsori ou tseri (צֳרִי or צְרִי). C'est une marchandise dans Genèse 37:28 et Ezéchiel 27:17, un cadeau dans Genèse 43:11, et un médicament (pour la catastrophe nationale, dans fig.) dans Jérémie 8:22, 46:11, 51:8. La racine sémitique z-r-h (צרה) signifie « sang coulé, saigner » (de la veine), avec des mots apparentés en arabe (ﺿﺮﻭ, un arbre odorant ou sa gomme), sabéen (צרו), syriaque (ܙܪܘܐ, possiblement fructus pini), en grec (στύραξ, dans le sens de). Le mot similaire tsori (צֹרִי) désigne l'adjectif « tyréen », c'est-à-dire de la ville phénicienne de Tyr.
De nombreuses tentatives ont été faites pour identifier le tsori, mais aucune ne peut être considérée comme concluante. Le pentateuque samaritain (Genèse 37:25) et la Bible syriaque (Jérémie 8:22) traduisent en cire (cera). La Septante en ῥητίνη, « résine de pin ». La version arabe et l'orientaliste Castell le tiennent pour thériaque. Lee suppose que c'est « mastique ». Luther et la version suédoise, « calmant », « onction » dans les passages de Jérémie, mais dans Ezéchiel 27:17, ils lisent « mastic ». Gesenius, les commentateurs hébreux (Kimchi, Junius, Tremellius, Deodatius) et la version autorisée (sauf dan Ezéchiel 27:17, résine) vont pour « baume », grec βάλσαμον et latin opobalsamum.

### Nataf
Outre le tseri, un autre mot hébreu, nataph (נׇטׇפ), mentionné dans le livre de l'Exode 30:34, en tant qu'ingrédient du saint encens, est pris par des commentateurs hébreux pour opobalsamum ; c'est, cependant, peut-être plutôt stacte.

### Bosem
Un autre mot hébreu, bosem (בֹּשֶׂם), araméen busema (ܒܣܡܐ), arabe besham (بشام), apparaît sous diverses formes dans la Bible hébraïque. Il se traduit généralement par « épice, parfum, odeur sucrée, baumier, sapin baumier ».
Le grec βάλσαμον peut être interprété comme une combinaison des mots hébreux baal (בַּעַל) « seigneur ; maître ; le dieu phénicien Baal » et shemen (שֶׁמֶן) « huile », donnant ainsi Maître des huiles (ou Huile de Baal).

### Balsamon
Les auteurs grecs utilisent les mots βάλσαμον (Théophraste, Aristote) pour le baume de la plante et de sa résine, tandis que Galien, Nicandere et les Geoponica considèrent qu'il est une herbe aromatique, comme la menthe.
Le mot est probablement sémitique. ὁπο-βάλσᾰμον (Théophraste) est le jus du sapin baumier. βαλσαμίνη (Dioscoride) est le baume de la plante. Palladius le nomme βάλσαμος et également βαλσαμουργός, un préparateur de baume. Sont ξῠλο-βάλσᾰμον (Dioscoride, Strabon) « baume-bois », et καρπο-βάλσᾰμον (Galien) « le fruit de la baume ».[pas clair]

### Balsamum
Les mots « baume » (Pline, Celse, Scribonius Largus, Martial Statines, Horace) et « xylobalsamum » (Pline, Scribonius L., CorneliusModèle:Lequel ?) pour le bois de balsa, sont tous dérivés du grec. Les auteurs latins utilisent balsamum (Tacitus, Pliny, Florus, Scribonius Largus, Celse, Columella) pour l'arbre du baume et ses branches ou branchettes, ainsi que pour sa résine , opobalsamum (Pline, Celse, Scribonius L., Martialis, Stace, Juvenal) pour le jus résineux de l'arbre à baume, et xylobalsamum (Pline, Scribonius L., Celse) pour le bois du baume, tous dérivés du grec.

## Plantes
En supposant que le tsori soit un produit végétal, plusieurs plantes ont été proposées comme source.

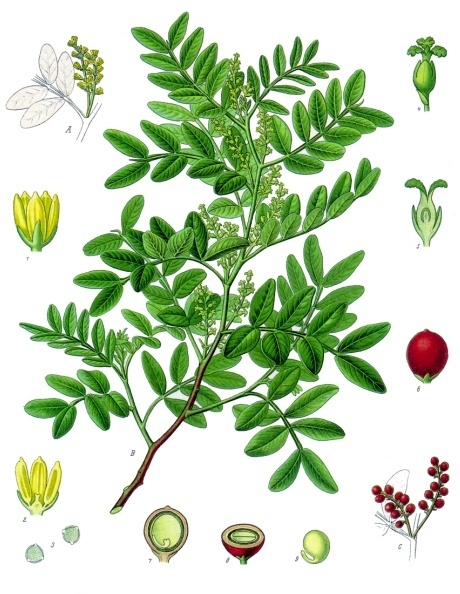
Pistacia lentiscus, plante, feuilles, fleurs et fruits.

### Mastic
Olof Celsius (in Hierobotanicon) a rapproché tsori de l'arbre à mastic, Pistacia lentiscus.
Le nom arabe de cette plante est dseri ou dseru, identique au tsori hébreu. Rauwolf et Pococke ont trouvé la plante à Jaffa au XVIe siècle.

### Zukum
Ödmann et Rosenmüller pensaient au XVIIIe siècle que le jus pressé du fruit du zukum (Eleagnus angustifolius) ou du myrobalanus des anciens était la substance désignée mais Rosenmüller, à un autre endroit, a mentionné le baume de la Mecque (Amyris opobalsamum) comme étant probablement le tsori hébraïque. L’huile de zukum jouissait d’une très grande estime parmi les Arabes qui la préféraient même au baume de La Mecque, car elle était plus efficace contre les blessures et les contusions. Au XVIIe siècle, Maundrell a trouvé des arbres zukum près de la mer Morte (sise entre les actuels Israël et la Jordanie). Pococke (XVIIe) et Hasselquist (XVIIIe) les ont trouvés surtout dans les environs de Jéricho. Au XIXe siècle, le seul produit de la région de Galaad qui ait une affinité avec le baume était une espèce d'Elaeagnus.

### Térébinthe

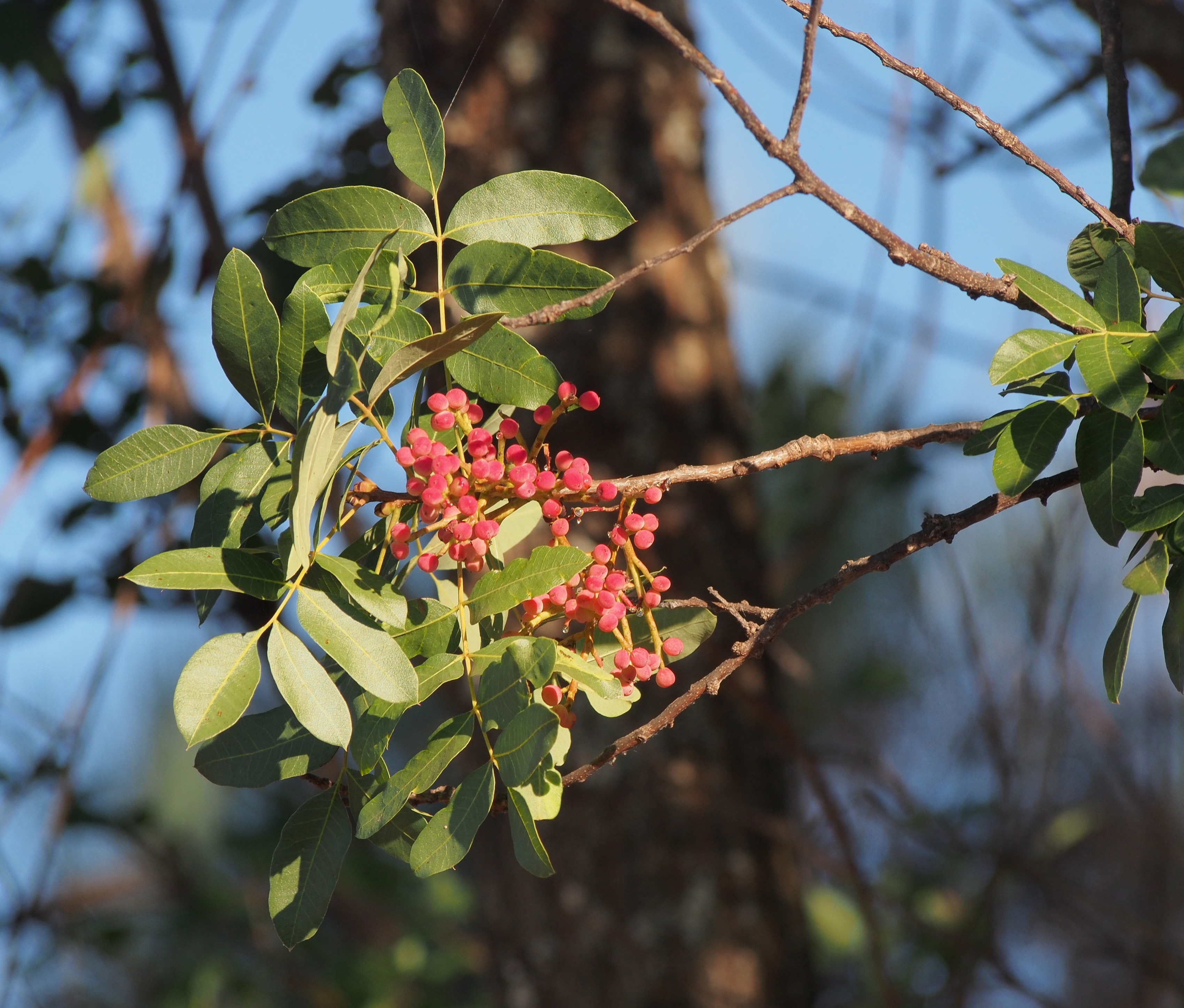
Pistacia terebinthus poussant en Espagne

Bochart (XVIIe) a fortement soutenu que le baume mentionné dans Jer. 8:22 ne pourrait pas être celui de Galaad, et l'a considéré comme la résine extraite du térébinthe ou de arbre à térébenthine.
Le térébinthe biblique est l'hébreu eloh (אֵלׇה), Pistacia terebinthus L. ou P. palaestina Boiss..

### Pin
Le mot grec ῥητίνη, utilisé dans la Septante pour traduire l'hébreu tsori, désigne une résine du pin, en particulier Pinus maritima (πεύκη),. L'araméen tserua (ܨܪܘܐ) l'a décrit comme le fruit de Pinus pinea, mais il a également été retenu comme stacte ou storax. Le grec ῥητίνη ξηρά est une espèce de Abietineae Rich..

### Cancamon
Le lexicographe Bar Seroshewai a examiné le dseru arabe (ﺿﺮﻭ), un arbre du Yémen connu comme kamkam (ﮐﻤﮑﺎﻡ) ou kankam (ﮐﻨﮑﺎﻡ), syriaque qazqamun (ܩܙܩܡܘܢ), grec κάγκαμον, latin cancamum, mentionné par Dioscorides (De materia medica 1.32) et Pline (Hist.Nat. 12.44; 12.98),. Cancamon l'a tenu pour Balsamodendron kataf, mais aussi pour Aleurites laccifera (Euphorbiaceae), Ficus spec. (Artocarpeae), et Butea frondosa (Papilionaceae).

### Baume de La Mecque
Forskal a découvert que la plante se trouvait entre La Mecque et Médine. Il a considéré qu'il s'agissait de la véritable plante basalmique et l'a nommée Amyris opobalsamum Forsk (avec deux autres variétés, A. kataf Forsk et A. kafal Forsk). Son nom arabe est abusham ou basham, qui est identique à l'hébreu bosem ou beshem. Bruce a trouvé la plante en Abyssinie. Au XIXe siècle, il a également été découvert dans les Indes orientales.
Linnaeus distinguait deux variétés : Amyris gileadensis L. (= Amyris opobalsamum Forsk.), and Amyris opobalsamum L., la variante trouvée par Belon dans un jardin près du Caire, venue d’Arabie Heureuse (actuel Yémen). Des naturalistes plus récents (Lindley, Wight et Walker) ont inclus l'espèce Amyris gileadensis L. dans le genre Protium. Les botanistes énumèrent seize plantes balsamiques de ce genre, chacune présentant une particularité.
Il y a peu de raisons de douter que les plantes des jardins de baume de Jericho aient été garnies d'Amyris gileadensis,  L., ou d'Amyris opobalsamum, qui a été trouvé par Bruce en Abyssinie, dont la résine odorante est connue dans le commerce comme « le baume de La Mecque ». Selon De Sacy, le véritable baume de Galaad (ou Jéricho) est perdu depuis longtemps et il n’existe que le « baume de la Mecque ».
Les désignations les plus récentes de l'arbre basalmique sont Commiphora gileadensis (L.) Christ., Balsamodendron meccansis Gled. et Commiphora opobalsamum.[style à revoir]

## Sécurité
L'huile de baume était trop volatile et inflammable pour être utilisée comme combustible. Dans le Talmud, on cite le cas d’une belle-mère qui a planifié et exécuté le meurtre de sa belle-fille en lui disant de se parer d’huile de baumier puis d’allumer la lampe (Shab. 26a).
Selon le Liber Ignium du XIIIe siècle, le baume était un ingrédient d'anciens matériaux incendiaires apparentés au feu grégeois.